# L'inganno (film 2017)
L'inganno (The Beguiled) è un film del 2017 scritto e diretto da Sofia Coppola, con protagonisti Colin Farrell, Nicole Kidman, Kirsten Dunst e Elle Fanning.
La pellicola è l'adattamento cinematografico dell'omonimo romanzo del 1966, scritto da Thomas P. Cullinan e già portato sul grande schermo col film La notte brava del soldato Jonathan (1971) diretto da Don Siegel.

## Trama
Virginia, 1864. Martha Farnswort gestisce un collegio femminile, il quale, a causa della guerra civile americana, è rimasto quasi del tutto abbandonato e isolato. Le uniche persone a viverci sono la stessa direttrice, la maestra Edwina Morrow e cinque studentesse, che si sono adattate a vivere sole e nascoste per paura di subire scorrerie e violenze da parte dei soldati. Un giorno, il caporale nordista John McBurney, scampato all'attacco nemico ma gravemente ferito a una gamba, viene trovato nel bosco dalla piccola Amy, allieva del collegio. La bambina conduce l'uomo all'istituto, dove Martha lo accoglie e gli presta le prime cure, come esempio di carità cristiana da offrire alle fanciulle. Ben consapevole del potenziale pericolo che la presenza dell'uomo può costituire, è tuttavia incerta su cosa fare una volta che l'uomo si sarà ristabilito.
In pochi giorni, il caporale riesce a entrare nelle grazie tanto della direttrice quanto della maestra Edwina, nonché delle giovani educande, le quali iniziano a prestargli molte attenzioni e a truccarsi e ingioiellarsi per piacergli. L'uomo, consapevole di questo ascendente, esercita su tutte loro un fascino ambiguo convincendole di essere interessato alle premure ricevute, ma facendolo solo per ottenere dei vantaggi personali. In effetti, la stessa Martha, dapprima intenzionata a consegnarlo ai sudisti appena guarito, riflette sulla possibilità di tenerlo al collegio come giardiniere e tuttofare. Intanto, l'uomo dichiara il suo amore a Edwina, la quale è diventata insofferente alla vita collegiale e vorrebbe andarsene, mentre Alicia, una studentessa adolescente, sperimenta le sue prime passioni baciando l'uomo di nascosto.
Una notte, dopo aver promesso a Edwina di passare la notte con lei, il caporale si introduce invece in camera di Alicia. Edwina li scopre a letto insieme e, nell'impeto della lotta che ne segue, lo fa precipitare dalle scale, spezzandogli la gamba in via di guarigione. A questo punto, Martha è costretta ad amputargli l'arto e lo segrega a chiave nella sua stanza. Quando rinviene, il caporale è furioso e accusa la direttrice e l'insegnante di averlo voluto mutilare per tenerlo a loro disposizione. In preda alla rabbia, l'uomo convince Alicia a portargli la chiave della stanza e la pistola in possesso di Martha.
Il soldato armato assume il controllo del collegio, tenendo in scacco Martha e tutte le educande, impedendo loro di chiedere aiuto. L'unica a essere ancora al suo fianco è Edwina, felice di concedersi all'uomo di cui si è innamorata; tuttavia, approfittando di un momento in cui i due si isolano per consumare un violento rapporto sessuale, le altre donne escogitano un modo estremo per liberarsi definitivamente di lui. Marie propone di ucciderlo per mezzo di alcuni funghi velenosi, consapevole che questo alimento gli piace molto, e tutte assieme imbandiscono una sontuosa cena, a cui John presenzia con Edwina. L'insegnante è l'unica ignara del complotto e sta per farsi servire il letale piatto, quando viene fermata e salvata da Amy. L'uomo, dopo alcuni bocconi, stramazza a terra morto.
Le donne cuciono tutte insieme un sudario da avvolgere intorno al cadavere del caporale, che viene portato all'esterno del collegio. Tornate poi all'isolamento e alla reciproca interdipendenza, attendono silenziosamente che il corpo del soldato venga portato via dai militari.

## Produzione
Il budget del film è stato di 10,5 milioni di dollari.
Nel marzo 2016 viene annunciato il progetto, con Sofia Coppola nel doppio ruolo di regista e sceneggiatrice.
Le riprese del film sono iniziate il 31 ottobre e terminate il 7 dicembre 2016.

## Promozione
Il primo trailer del film viene diffuso l'8 febbraio 2017, seguito il giorno dopo dalla versione italiana.

## Distribuzione
Il film è stato presentato in anteprima e in concorso al Festival di Cannes 2017. Verrà poi distribuito nelle sale cinematografiche statunitensi a partire dal 23 giugno 2017 ed in quelle italiane dal 21 settembre dello stesso anno.

## Accoglienza

### Critica
Dopo la proiezione al Festival di Cannes, il film ottiene recensioni positive.

## Riconoscimenti
- 2017 - Festival di Cannes[6]
  - Premio per la miglior regia a Sofia Coppola
  - In competizione per la Palma d'oro
- 2017 - San Diego Film Critics Society Awards[9]
  - Candidatura per la miglior sceneggiatura non originale a Sofia Coppola
  - Candidatura per i migliori costumi a Stacey Battat
  - Candidatura per la miglior scenografia ad Anne Ross
- 2018 - Satellite Award[10]
  - Candidatura per i miglior costumi